# Crunchbang Linux
O Crunchbang Linux é uma distribuição Linux baseada em Debian GNU/Linux, criada por Phillip Newborough e desenvolvida com o objetivo de oferecer um sistema tanto rápido quanto funcional.

## Características
O CrunchBang usa OpenBox com tint2 como gerenciador de janelas com aplicações GTK+ e é apropriado para hardwares com recursos limitados.
O CrunchBang utiliza pacotes disponíveis nos repositórios Debian e o APT, mesma ferramenta de gerenciamento de pacotes que o Debian.
Por padrão, o sistema tem o AbiWord como processador de texto, a planilha eletrônica Gnumeric, o gedit como editor de texto, o gerenciador de arquivos Thunar, o navegador Iceweasel, o editor de imagens GIMP e o reprodutor de mídia VLC, entre vários outros. Além disso, o script de pós-instalação dá ao usuário a opção de instalar o suíte LibreOffice.

## Edições
O CrunchBang Linux atualmente fornece uma versão OpenBox para i686, i486 e amd64. Anteriormente havia uma versão "Lite" com um número limitado de aplicações instaladas, e uma versão especial conhecida como "CrunchEee" adaptada para os ASUS Eee PC's. A edição "CrunchEee" foi descontinuada pois a versão "Lite" passou a incluir suporte a EeePCs. A versão do Ubuntu na qual o "Lite" era baseado passou a não ser mais suportada e, portanto, a edição "Lite" não está mais disponível.
Cada versão do CrunchBang Linux recebe um número de versão e um codinome inspirado em um personagem do The Muppet Show. A primeira letra do codinome também corresponde à primeira letra da versão do Debian na qual é baseado. Atualmente as versões correspondentes são Debian Squeeze e CrunchBang Statler.

## Mudança para o Debian
A partir do CrunchBang 10 ("Statler"), a distribuição é baseada diretamente no Debian e não mais no Ubuntu. Em 7 de fevereiro de 2011, a versão final do CrunchBang 10 foi disponibilizada no formato de live CD para i686, i486, ou amd64, baseado no Debian 6.0 estável, que foi lançado no mesmo dia.